# Gustavo Caso Rosendi
Gustavo Caso Rosendi (Esquel, Chubut, Argentina, 1962) es un poeta argentino. 

## Biografía
Es ciudadano ilustre de la ciudad de La Plata –donde reside- por su participación como soldado en la guerra de las Malvinas. Recibió la Faja de Honor de la Sociedad de Escritores de la provincia de Buenos Aires (1985-1986). Su obra figura en la antología "El viento también recuerda" junto a otros trabajos de excombatientes e integra el libro conjunto de poetas platenses: "Poesía 36 autores". "Malvinas no fue un tema que Gustavo abordara en sus comienzos como poeta.[...]. Probablemente, el poeta ya intuía que no se escribe con el dolor, sino con el recuerdo del mismo. Ese dejar decantar el tema, esa distancia en el tiempo hasta llegar a "Soldados", le permitió transformar un hecho doloroso en un hecho estético, para decirnos que, tal vez, se escriba porque se ha perdido una experiencia inefable, y al escribirla se realiza una experiencia del lenguaje", dice Martín Raninqueo en el prólogo de "Soldados". Otros de sus poemarios: "Elegía común" y "Bufón fúnebre".